# Edgar Pons
Pour les articles homonymes, voir Pons.
Edgar Pons Ramón (né le 16 juin 1995 à Barcelone) est un pilote de vitesse moto espagnol. En 2015, il est sacré champion du FIM CEV Moto2 European Championship. Il est le fils de Sito Pons (patron d'écurie et ancien pilote) et le frère d'Axel Pons (également pilote, courant dans la même catégorie).

## Carrière
Il commence sa carrière en 2014 tant que wild card au Grand Prix moto d'Espagne, et intègre le championnat en 2016.

## Statistiques

### Résultats par année
| Année | Catégorie | Moto  | 1       | 2       | 3       | 4       | 5   | 6      | 7      | 8      | 9      | 10     | 11     | 12     | 13      | 14      | 15     | 16     | 17     | 18      | Pos | Pts |
| ----- | --------- | ----- | ------- | ------- | ------- | ------- | --- | ------ | ------ | ------ | ------ | ------ | ------ | ------ | ------- | ------- | ------ | ------ | ------ | ------- | --- | --- |
| 2014  | Moto2     | Kalex | QAT     | AME     | ARG     | ESP 25  | FRA | ITA    | CAT    | NED    | GER    | IND    | CZE    | GBR    | RSM     | ARA     | JPN    | AUS    | MAL    | VAL     | NC  | 0   |
| 2015  | Moto2     | Kalex | QAT     | AME     | ARG     | ESP 19  | FRA | ITA    | CAT 17 | NED    | GER    | IND    | CZE    | GBR    | RSM     | ARA Ab. | JPN 19 | AUS 22 | MAL 20 | VAL Ab. | NC  | 0   |
| 2016  | Moto2     | Kalex | QAT Ab. | ARG DNS | AME     | ESP DNS | FRA | ITA 23 | CAT 17 | NED 23 | GER 14 | AUT 20 | CZE 20 | GBR 23 | RSM Ab. | ARA 24  | JPN 16 | AUS 14 | MAL 19 | VAL 19  | 31e | 4   |
| 2017* | Moto2     | Kalex | QAT 26  | ARG 16  | AME Ab. | ESP 17  | FRA | ITA    | CAT    | GER    | NED    | AUT    | CZE    | GBR    | RSM     | ARA     | JPN    | AUS    | MAL    | VAL     |     |     |

| Couleur | Résultat                     |
| ------- | ---------------------------- |
| Or      | Vainqueur                    |
| Argent  | 2e place                     |
| Bronze  | 3e place                     |
| Vert    | Terminé, dans les points     |
| Bleu    | Terminé, pas dans les points |
| Violet  | Abandon (Ab.) ou (Ret)       |
| Violet  | Non classé (NC)              |
| Rouge   | Pas qualifié (DNQ)           |
| Noir    | Disqualifié (DSQ)            |
| Blanc   | Pas au départ (DNS)          |
| Blanc   | Forfait (WD)                 |
| Blanc   | N'a pas participé (DNP)      |
| Blanc   | Blessé (INJ)                 |
| Blanc   | Exclu (EX)                   |
| Blanc   | Course annulée (C)           |